# Linanthus killipii
Linanthus killipii är en blågullsväxtart som beskrevs av Mason. Linanthus killipii ingår i släktet Linanthus och familjen blågullsväxter. Inga underarter finns listade i Catalogue of Life.